# Troglodyte bridé
Cantorchilus superciliaris
Espèce
Statut de conservation UICN

 LC  : Préoccupation mineure
Le Troglodyte bridé (Cantorchilus superciliaris) est une espèce d'oiseau de la famille des Troglodytidae.
Cet oiseau peuple les régions côtières de l'Équateur et du nord du Pérou.